# Red Letter Days
Albums de The Wallflowers
(Breach)
(2000) Rebel Sweetheart
(2005)
Red Letter Days est le quatrième album des The Wallflowers, sorti en 2002. Cet album s'est hissé à la 32e place du Billboard 200. Red Letter Days fut le premier album  des Wallflowers où Jakob Dylan joua la majorité des parties de guitare lead. L'album a un son plus agressif que ses prédécesseurs, en particulier "Everybody Out of the Water," qui fut jouée au The Late Late Show with Craig Kilborn. Le premier single accompagné d'un clip vidéo fut "When You're On Top". Bien que l'album contient des paroles de l'ordre du blasphème dans "Everybody Out of the Water", il ne fut pas accablé de l'autocollant Parental Advisory.
En mai 2005, Red Letter Days s'est vendu à 208 000 copies, selon Nielsen Soundscan.

## Chansons de l'album
Toutes les chansons sont écrites et composées par Jakob Dylan.
1. "When You're on Top" – 3:54
2. "How Good It Can Get" – 4:11
3. "Closer to You" – 3:17
4. "Everybody Out of the Water" – 3:42
5. "Three Ways" – 4:19
6. "Too Late to Quit" – 3:54
7. "If You Never Got Sick" – 3:44
8. "Health and Happiness" – 4:03
9. "See You When I Get There" – 3:09
10. "Feels Like Summer Again" – 3:48
11. "Everything I Need" – 3:37
12. "Here in Pleasantville" – 4:10
13. "The Empire in My Mind" – 3:31

## Autre média
"Everybody Out of the Water" a été utilisé dans l’épisode de Les Experts (CSI: Crime Scene Investigation), et "The Empire in My Mind" était le générique de la série télévisée Le Protecteur  (The Guardian).

## Musiciens
- Jakob Dylan : voix et guitares
- Rami Jaffee : claviers et chœurs
- Greg Richling : basse
- Stuart Mathis : guitare
- Mario Calire : batterie et percussions